# José Antonio Uribes Moreno
José Antonio Uribes Moreno (San Clemente, Conca, 1911 - Bucarest, 1974) va ser un polític comunista espanyol. Exiliat després de la Guerra Civil en la Unió Soviètica i Romania, va morir en aquest últim país.

## Biografia

### Primers anys
Provenia d'una família de mestres de gran compromís polític. El seu pare, Miguel Uribes García, natural de Valverde de Júcar (Conca), era mestre i inspector d'educació. La seva mare, Mónica Moreno del Barco, era de Olmeda del Rey, també a Conca. El seu oncle, Vicente Uribes García, també era inspector d'educació, així com militant comunista. Dels fills del matrimoni Uribes-Moreno, almenys dos van ser metges (Miguel i Matías) i altres dos mestres (José Ángel i el propi José Antonio). A part d'aquests tres, José Antonio va tenir, d'un segon matrimoni del seu pare, quatre germans més: Carmen, Pilar, Teresa i Venancio Uribes del Barco. José Antonio va estudiar Magisteri en València i després diversos cursos de Medicina, sense arribar a llicenciar-se. Va exercir com a mestre a Picassent.
Durant la seva etapa universitària a València va ser membre de la FUE i també dels Blocs Escolars d'Oposició Revolucionària (BEOR), una organització d'inspiració comunista sorgida a la fi de 1932, amb l'objectiu de prendre'n el control, i que fou especialment activa en Madrid i València. Va ingressar també en el Partit Comunista d'Espanya, del comitè provincial del qual a València va ser secretari. Posteriorment va arribar a ser membre del seu Comitè Central. En les eleccions de febrer de 1936 va formar part de la candidatura per la ciutat de València del Front Popular, fou elegit i es convertí en el diputat més jove de la càmera.

### Guerra Civil
En esclatar la Guerra Civil va ser el representant del PCE en el Comitè Executiu Popular de València, del que va ser delegat de Milícies. El comitè de Milícies va organitzar diverses columnes, algunes de les quals van prendre el nom d'Uribes: l'Eixea-Uribes, sota el comandament del tinent coronel Manuel Eixea Vilar, que va lluitar en el front de Terol i la Uribes-Palacios, al comandament del capità Francisco Gómez Palacios, que ho va fer en el front del Centre.
En produir-se el cop d'estat del coronel Casado el 6 de març de 1939, va ser empresonat a València pels casadistes, però va ser alliberat poc després pel general Menéndez, cap de l'Exèrcit de Llevant i partidari de la Junta de Defensa Nacional.

### Exili
Uribes va aconseguir sortir d'Espanya en l'expedició que va partir el 24 de març de 1939 des de l'escola d'aviació de Totana, en companyia dels últims dirigents comunistes (Checa, Togliatti, Hernández i Claudín entre altres) que van abandonar el país cap a l'Algèria francesa, poc abans que es dugués a terme el lliurament pactat de l'aviació republicana a Franco. Van prendre terra a Orà. D'aquí van ser enviats a França. Durant la primavera, la gairebé totalitat de la direcció del PCE, entre la qual es trobava Uribes, va embarcar cap a la Unió Soviètica amb les seves famílies. A Espanya, tres dels germans de José María (Miguel, Matías i José Ángel), empresonats després de la fi de la guerra pel seu compromís polític, van ser afusellats en venjança per la fugida del seu germà José Antonio.
A diferència d'altres dirigents, enviats ja durant 1939 a diversos països d'Hispanoamèrica, sobretot a Mèxic, Uribes va romandre a Moscou. En la Unió Soviètica, Uribes va ser amic i col·laborador de Jesús Hernández i Enrique Castro Delgado. Quan en 1944 aquell va perdre la seva confrontació interna amb Pasionaria per la secretaria general del PCE, Uribes es va veure forçat a mostrar la seva distància dels caiguts en desgràcia durant el "procés" al que la direcció del PCE va sotmetre Castro Delgado a Moscou. Entre 1944 i 1948 va ser el responsable polític del PCE en la Unió Soviètica. No obstant això, va ser una de les víctimes dels processos depuradors que va sofrir el partit a partir de 1947, durant la Guerra Freda i la fase més paranoica de l'estalinisme, durant la qual la major part dels partits comunistes de l'est d'Europa van ser escapçats en ser acusats els seus dirigents de "titisme". El primer dels processos depuradors va començar a Moscou al novembre de 1947. Va afectar sis dirigents del partit, entre ells tres membres del comitè central, entre els quals es trobava Uribes. Aquest procés va ser conegut com el del "complot del Lux", en referència al Lux (l'hotel moscovita en el qual a principis de la dècada de 1940 s'havien allotjat els dirigents estrangers de la Komintern). La raó final de la depuració a la que va ser sotmès Uribes es trobava en els atacs, des del règim franquista, però també des del PSOE, en plena Guerra Freda, contra el PCE, utilitzant els testimoniatges crítics en contra de la direcció comunista espanyola d'Hernández i Castro Delgado, exiliats a Mèxic. Uribes va ser responsabilitzat tant de la seva antiga proximitat amb els dirigents expulsats com de la seva responsabilitat, com a responsable del PCE en la Unió Soviètica, a haver-hi permès la sortida de Castro Delgado del país. Vicente Uribe i Fernando Claudín van ser els responsables del procés polític, que va tenir lloc durant tres dies a Moscou. D'acord amb el narrat per l'historiador Gregorio Morán, Uribes va defensar la seva honestedat política, mantenint "una indiscutible dignitat enfront dels seus acusadors. Com a resultat, a principis de 1948, va ser destituït dels seus càrrecs i enviat com a professor d'espanyol a una universitat moscovita. La resta d'acusats va ser enviats a treballar a una fàbrica. En paraules de Morán, "Uribes havia passat a la categoria de sospitós perquè en el fons no podia ocultar el seu pensament que tot militant que es quedés en l'URSS estava perdut per a la revolució, formulació que havia fet seva Hernández a començament dels quaranta".
Encara que no va ser rehabilitat formalment, en 1952 va tornar a formar part del Comitè Central del PCE. Aquest any es va instal·lar a Bucarest incorporant-se a la direcció de Ràdio Espanya Independent, la "Pirinenca"", juntament amb Ramón Mendezona, i va romandre a Romania fins a la seva mort en 1974. La seva esposa, Agustina Sánchez, que l'havia acompanyat en l'exili soviètic i romanès, havia mort un any abans.
També va col·laborar en els periòdics soviètics Pravda i Izvestia.